# Malachius scutellaris
Malachius scutellaris är en skalbaggsart som beskrevs av Wilhelm Ferdinand Erichson 1840. Malachius scutellaris ingår i släktet Malachius, och familjen Malachiidae. Arten har ej påträffats i Sverige.